# Manuel Fernández-Cuesta Merelo
Manuel Fernández-Cuesta Merelo (Toledo, 15 de octubre de 1899 - Madrid, 5 de octubre de 1945) fue un pediatra y periodista español. A lo largo de su carrera fue fundador y director de varias publicaciones.

## Biografía
Manuel Fernández-Cuesta se doctoró en la Universidad Central de Madrid y ejerció como pediatra. No obstante, su gran vocación fue el periodismo y llegaría a ejercer como redactor del diario El Imparcial y de la revista Estampa. 
Miembro de Falange, durante la Guerra Civil se unió al bando nacional y fue redactor jefe del diario Unidad. Favorecido por Manuel Hedilla, Fernández-Cuesta fue fundador y director del semanario gráfico Fotos —cuyo primer número se publicó en San Sebastián el 25 de febrero de 1937, y luego continuó editándose en Madrid hasta 1963—. El 21 de septiembre de 1938 fundaría en San Sebastián el semanario Marca, semanario gráfico de carácter deportivo. Marca se trasladó a Madrid en 1940 y se convirtió en diario el 25 de noviembre de 1942, convirtiéndose en la referencia de la información deportiva
Fernández-Cuesta también creó en 1944 la revista taurina El Ruedo, así como los semanarios Escenario y Celuloide, que surgieron como secciones especializadas de Marca. Fue también miembro de la Junta directiva de la Asociación de la Prensa de Madrid, entre 1937 y 1943. Falleció en Madrid a finales de 1945.

## Familia
Manuel Fernández-Cuesta fue hijo de Nemesio Fernández-Cuesta Porta, médico de la Armada y periodista, y Aurelia Merelo Gómez-Talavera. Era hermano de Raimundo Fernández-Cuesta —jurista y político— y de Nemesio —militar y periodista—. Contrajo matrimonio con Marina Sánchez Bravo, con la que tuvo dos hijos: Milagros y Manuel.